# Philippe Saimbert
Philippe Saimbert , né le 18 août 1962 à Pau, est un scénariste de bande dessinée et romancier français.

## Œuvre

### Albums
- Les Âmes d'Helios, scénario de Philippe Saimbert, dessins de Roberto Ricci, Delcourt, collection Neopolis

1. Le Ciboire oublié[1], 2003  (ISBN 2-84055-896-3)
2. Au Fil de l'épée[2], 2004  (ISBN 2-84789-162-5)
3. Fer écarlate[3],[4], 2005  (ISBN 2-84789-874-3)
4. Chaînes éternelles[5], 2007  (ISBN 978-2-75600-493-8)

- Blood Academy, scénario de Philippe Saimbert, dessins d'Ipnoz, Éditions Joker, 2010  (ISBN 978-2-87265-488-8)
- Break Point, scénario de Philippe Saimbert, dessins d'Andrea Mutti, Albin Michel, collection BD Haute tension

1. La Matriochka, 2004  (ISBN 2-226-14793-4)[6],[7]
2. Le Cheval de Troie, 2004  (ISBN 2-226-15266-0)

- Les Brumes hurlantes, scénario de Philippe Saimbert, dessins d'Andrea Mutti, Albin Michel, collection BD Haute tension

1. Le Glaive de Gaïa[8],[9], 2005  (ISBN 2-226-15805-7)
2. Rêves de loup[10], 2006  (ISBN 2-226-16680-7)

- Objectif rencontres, scénario de Philippe Saimbert, dessins de Ricardo Manhaes, Éditions Joker, 2010  (ISBN 978-2-87265-465-9)
- Les Processionnaires, scénario de Philippe Saimbert, dessins de Séra, Albin Michel

1. Le Grand Passage, 2001  (ISBN 2-226-11480-7)
2. Le Jour du Jugement, 2002  (ISBN 2-226-13219-8)
3. Ici-bas, 2003  (ISBN 2-226-14402-1)

### Romans
- Du fond du cœur... je vous emmerde tous !, roman , illustration d'Yvan Villeneuve, Editions L'olibrius céleste, 2008
- L'héritage de tata Lucie[11], roman humoristique, City éditions, 2010
- Le wagon[12], roman fantastique, avec Isabelle Muzart, couverture de Jimmy Kerast, Asgard, 2011
- Il faut marier Bertrand, roman humoristique, illustration de Ricardo Manhaes, City éditions, 2016